# 19.º governo republicano (Portugal)
O 19.º governo da Primeira República Portuguesa, nomeado a 27 de janeiro de 1919 e exonerado a 30 de março de 1919, foi liderado por José Relvas. Por se seguir aos governos sidonistas, ficou conhecido por Governo da Desforra.
A sua constituição era a seguinte:
| Cargo                              | Detentor | Detentor                                           | Período                                                                       |
| ---------------------------------- | -------- | -------------------------------------------------- | ----------------------------------------------------------------------------- |
| Presidente do Ministério           |          | José Relvas (1858–1929)                            | 27 de janeiro de 1919 a 30 de março de 1919                                   |
| Ministro do Interior               |          | José Relvas (1858–1929)                            | 27 de janeiro de 1919 a 30 de março de 1919                                   |
| Ministro da Justiça e dos Cultos   |          | Francisco Couceiro da Costa (1870–1925)            | 27 de janeiro de 1919 a 30 de março de 1919                                   |
| Ministro da Justiça e dos Cultos   |          | Domingos Pereira (interino) (1882–1956)            | 15 de fevereiro de 1919 a data indeterminada antes de 22 de fevereiro de 1919 |
| Ministro das Finanças              |          | António de Paiva Gomes (1878–1939)                 | 27 de janeiro de 1919 a 30 de março de 1919                                   |
| Ministro das Finanças              |          | Augusto Dias da Silva (interino) (1887–1928)       | 15 de fevereiro de 1919 a data indeterminada antes de 21 de fevereiro de 1919 |
| Ministro da Guerra                 |          | António Maria de Freitas Soares (1877–1953)        | 27 de janeiro de 1919 a 30 de março de 1919                                   |
| Ministro da Guerra                 |          | Jorge de Vasconcelos Nunes (interino) (1878–1936)  | 15 de fevereiro de 1919 a data indeterminada antes de 24 de fevereiro de 1919 |
| Ministro da Marinha                |          | Tito Augusto de Morais (1880–1963)                 | 27 de janeiro de 1919 a 30 de março de 1919                                   |
| Ministro da Marinha                |          | Jorge de Vasconcelos Nunes (interino) (1878–1936)  | 27 de janeiro de 1919 a 29 de janeiro de 1919                                 |
| Ministro da Marinha                |          | José Carlos da Maia (interino) (1877–1921)         | 15 de fevereiro de 1919 a data indeterminada antes de 21 de fevereiro de 1919 |
| Ministro dos Negócios Estrangeiros |          | António Egas Moniz (1874–1955)                     | 27 de janeiro de 1919 a 30 de março de 1919                                   |
| Ministro dos Negócios Estrangeiros |          | Francisco Couceiro da Costa (interino) (1870–1925) | 27 de janeiro de 1919 a 30 de março de 1919                                   |
| Ministro dos Negócios Estrangeiros |          | José Relvas (interino) (1858–1929)                 | 15 de fevereiro de 1919 a data indeterminada antes de 22 de fevereiro de 1919 |
| Ministro do Comércio               |          | Manuel Pinto Osório (1870–1963)                    | 27 de janeiro de 1919 a 25 de fevereiro de 1919                               |
| Ministro do Comércio               |          | João Pinheiro (interino) (1881–1946)               | 15 de fevereiro de 1919 a data indeterminada antes de 22 de fevereiro de 1919 |
| Ministro do Comércio               |          | Júlio Martins (1878–1922)                          | 25 de fevereiro de 1919 a 30 de março de 1919                                 |
| Ministro das Colónias              |          | José Carlos da Maia (1877–1921)                    | 27 de janeiro de 1919 a 21 de março de 1919                                   |
| Ministro das Colónias              |          | Domingos Pereira (interino) (1882–1956)            | 21 de março de 1919 a 30 de março de 1919                                     |
| Ministro da Instrução Pública      |          | Domingos Pereira (1882–1956)                       | 27 de janeiro de 1919 a 30 de março de 1919                                   |
| Ministro do Trabalho               |          | Augusto Dias da Silva (1887–1928)                  | 27 de janeiro de 1919 a 30 de março de 1919                                   |
| Ministro dos Abastecimentos        |          | João Pinheiro (1881–1946)                          | 27 de janeiro de 1919 a 21 de março de 1919                                   |
| Ministro dos Abastecimentos        |          | Jorge de Vasconcelos Nunes (interino) (1878–1936)  | 21 de março de 1919 a 30 de março de 1919                                     |
| Ministro da Agricultura            |          | Jorge de Vasconcelos Nunes (1878–1936)             | 27 de janeiro de 1919 a 30 de março de 1919                                   |